# 일본어의 한글 표기
일본어의 한글 표기는 19세기 말부터 지금까지 변화해 왔다.

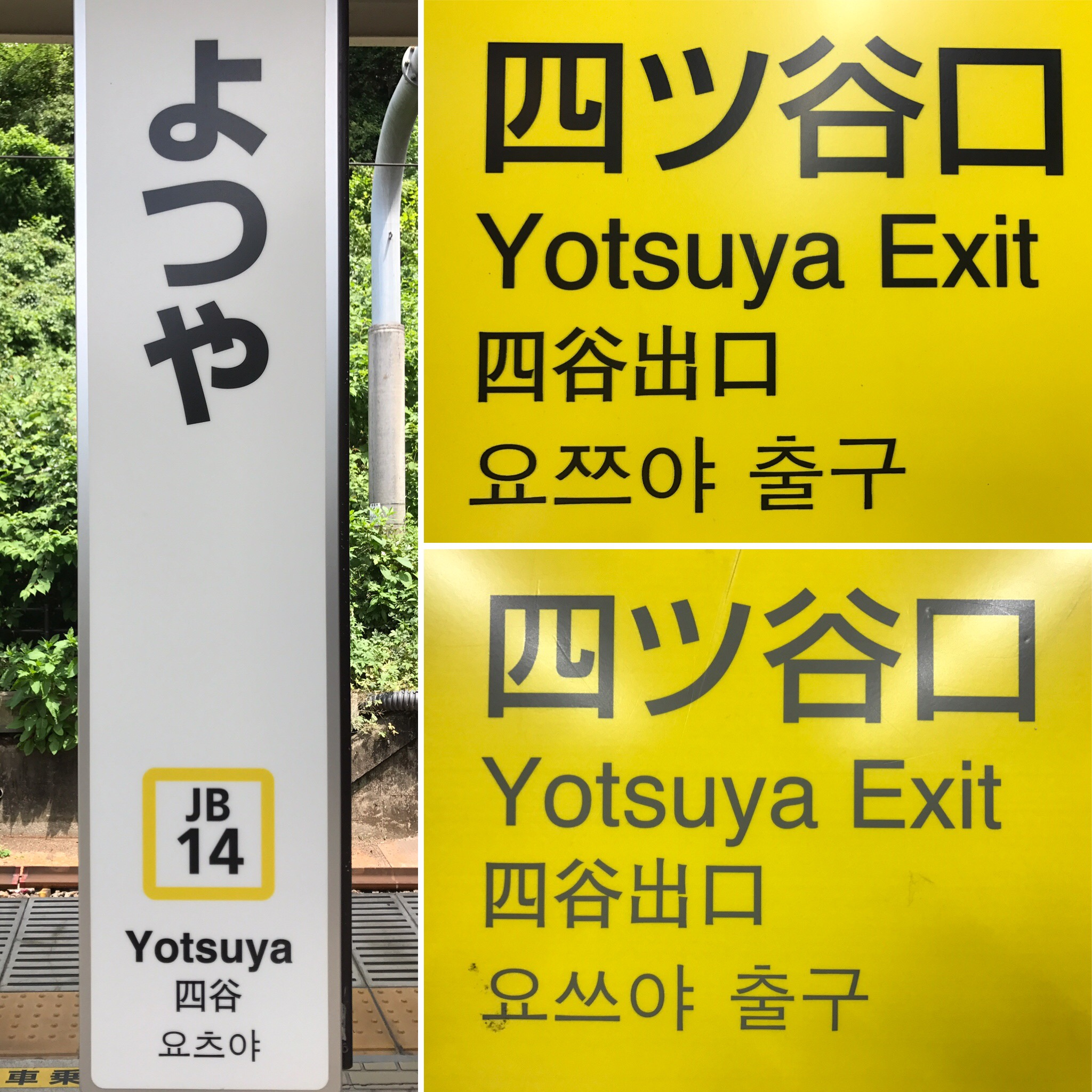
요쓰야역 역명표 (2017년). ‘쓰’, ‘쯔’, ‘츠’가 혼용되고 있다.

## 역사
1948년 대한민국 문교부가 제정한 《들온말 적는 법》에서는 반시옷을 쓰는 시도를 보였다. 1970년대에는 か행과 た행을 거의 모든 경우에 각각 ㄲ과 ㄸ으로 표기했는데, 1986년 국립국어원에서 제정한 외래어 표기법의 영향으로 각각 ㅋ과 ㅌ으로 표기하게 되었다. 이후 대부분의 언론과 일반 출판물은 외래어 표기법을 따르고 있다. 그러나 현행 외래어 표기법에 문제점이 있으며 이를 고쳐야 한다는 주장이 있다.
1990년대부터 일본 만화나 소설 등의 한국어 번역판에서 쓰이는 표기가 독자층에게 널리 받아들여졌는데, 이 표기와 1986년 제정된 현행 외래어 표기법 사이에는 상당한 괴리가 있다.

## 대한민국 국립국어원 《외래어 표기법》
다음은 국립국어원이 정하고 문교부 고시 제85-11호로 공표한 외래어 표기법 중 일본어 관련 부분이다.

### 외래어 표기법 제2장 표기 일람표
| 가나           | 한글           | 한글           |
| 가나           | 어두           | 어중·어말      |
| -------------- | -------------- | -------------- |
| ア イ ウ エ オ | 아 이 우 에 오 |                |
| カ キ ク ケ コ | 가 기 구 게 고 | 카 키 쿠 케 코 |
| サ シ ス セ ソ | 사 시 스 세 소 |                |
| タ チ ツ テ ト | 다 지 쓰 데 도 | 타 치 쓰 테 토 |
| ナ ニ ヌ ネ ノ | 나 니 누 네 노 |                |
| ハ ヒ フ ヘ ホ | 하 히 후 헤 호 |                |
| マ ミ ム メ モ | 마 미 무 메 모 |                |
| ヤ ユ ヨ       | 야 유 요       |                |
| ラ リ ル レ ロ | 라 리 루 레 로 |                |
| ワ ヲ          | 와 오          |                |
| ン             |                | ㄴ             |
| ガ ギ グ ゲ ゴ | 가 기 구 게 고 |                |
| ザ ジ ズ ゼ ゾ | 자 지 즈 제 조 |                |
| ダ ヂ ヅ デ ド | 다 지 즈 데 도 |                |
| バ ビ ブ ベ ボ | 바 비 부 베 보 |                |
| パ ピ プ ペ ポ | 파 피 푸 페 포 |                |
| キャ キュ キョ | 갸 규 교       | 캬 큐 쿄       |
| ギャ ギュ ギョ | 갸 규 교       |                |
| シャ シュ ショ | 샤 슈 쇼       |                |
| ジャ ジュ ジョ | 자 주 조       |                |
| チャ チュ チョ | 자 주 조       | 차 추 초       |
| ニャ ニュ ニョ | 냐 뉴 뇨       |                |
| ヒャ ヒュ ヒョ | 햐 휴 효       |                |
| ビャ ビュ ビョ | 뱌 뷰 뵤       |                |
| ピャ ピュ ピョ | 퍄 퓨 표       |                |
| ミャ ミュ ミョ | 먀 뮤 묘       |                |
| リャ リュ リョ | 랴 류 료       |                |

### 외래어 표기법 제3장 표기 세칙
표기 일람표에 따르고, 다음 사항에 유의하여 적는다.
제1항 촉음(促音) [ッ(っ)]는 'ㅅ'으로 통일해서 적는다.
제2항 장모음
장모음은 따로 표기하지 않는다.

### 외래어 표기법 제4장 인명, 지명 표기의 원칙
제2절 동양인의 인명, 지명 표기
제3항 일본의 인명과 지명은 과거와 현대의 구분 없이 일본어 표기법에 따라 표기하는 것을 원칙으로 하되, 필요한 경우 한자를 병기한다.
제4항 중국 및 일본의 지명 가운데 한국 한자음으로 읽는 관용이 있는 것은 이를 허용한다.
제3절 바다, 섬, 강 산 등의 표기 세칙
제4항 한자 사용 지역(일본, 중국)의 지명이 하나의 한자로 되어 있을 경우, '강', '산', '호', '섬' 등은 겹쳐 적는다.

### 추가 사항
다음은 2006년 9월 20일 국립국어원 묻고 답하기 게시판에서 질문에 받은 답변을 정리한 내용들로, 외래어 표기법의 일부는 아니다.
- 작은 글자 ィ, ェ, ォ 등이 결합된 경우에는 그 발음대로 적는다.

## 조선민주주의인민공화국 국어사정위원회 《외국말적기법》
다음은 조선민주주의인민공화국 국어사정위원회가 2001년에 정한 '외국말적기법' 중 '일본말 단어를 우리 글자로 적는 법'이다.
(1) 기본글자와 글자결합체의 대응적기표
| 기본글자 | 기본글자 | 기본글자 | 기본글자 | 기본글자 | 기본글자결합체 | 기본글자결합체 | 기본글자결합체 |
| -------- | -------- | -------- | -------- | -------- | -------------- | -------------- | -------------- |
| あア 아  | いイ 이  | うウ 우  | えエ 에  | おオ 오  |                |                |                |
| かカ 가  | きキ 기  | くク 구  | けケ 게  | こコ 고  | きゃ キャ 갸   | きゅ キュ 규   | きょ キョ 교   |
| さサ 사  | しシ 시  | すス 스  | せセ 세  | そソ 소  | しゃ シャ 샤   | しゅ シュ 슈   | しょ ショ 쇼   |
| たタ 다  | ちチ 지  | つツ 쯔  | てテ 데  | とト 도  | ちゃ チャ 쟈   | ちゅ チュ 쥬   | ちょ チョ 죠   |
| なナ 나  | にニ 니  | ぬヌ 누  | ねネ 네  | のノ 노  | にゃ ニャ 냐   | にゅ ニュ 뉴   | にょ ニョ 뇨   |
| はハ 하  | ひヒ 히  | ふフ 후  | へヘ 헤  | ほホ 호  | ひゃ ヒャ 햐   | ひゅ ヒュ 휴   | ひょ ヒョ 효   |
| まマ 마  | みミ 미  | むム 무  | めメ 메  | もモ 모  | みゃ ミャ 먀   | みゅ ミュ 뮤   | みょ ミョ 묘   |
| やヤ 야  |          | ゆユ 유  |          | よヨ 요  |                |                |                |
| らラ 라  | りリ 리  | るル 루  | れレ 레  | ろロ 로  | りゃ リャ 랴   | りゅ リュ 류   | りょ リョ 료   |
| わワ 와  | ゐヰ 이  |          | ゑヱ 에  | をヲ 오  | ゐゃ ヰャ 야   | ゐゅ ヰュ 유   | ゐょ ヰョ 요   |
| がガ 가  | ぎギ 기  | ぐグ 구  | げゲ 게  | ごゴ 고  | ぎゃ ギャ 갸   | ぎゅ ギュ 규   | ぎょ ギョ 교   |
| ざザ 자  | じジ 지  | ずズ 즈  | ぜゼ 제  | ぞゾ 조  | じゃ ジャ 쟈   | じゅ ジュ 쥬   | じょ ジョ 죠   |
| だダ 다  | ぢヂ 지  | ずズ 즈  | でデ 데  | どド 도  | ぢゃ ヂャ 쟈   | ぢゅ ヂュ 쥬   | ぢょ ヂョ 죠   |
| ばバ 바  | びビ 비  | ぶブ 부  | べベ 베  | ぼボ 보  | びゃ ビャ 뱌   | びゅ ビュ 뷰   | びょ ビョ 뵤   |
| ぱパ 빠  | ぴピ 삐  | ぷプ 뿌  | ぺペ 뻬  | ぽポ 뽀  | ぴゃ ピャ 뺘   | ぴゅ ピュ 쀼   | ぴょ ピョ 뾰   |

(2)《か》줄과 《た》줄 《가나》가 단어의 중간 또는 끝에 올 때는 된소리글자로 적는다.
다만 합친말의 구성단위 첫 머리에 올 때는 해당 자음의 순한소리글자로 적는다.
※ 《つ》는 단어의 첫 머리에 올 때에도 된소리글자로 적는다.
(3) 받침소리글자 《っ》는 《ㄱ》와 《ㅅ》로 적는다.
①《か》줄의 글자앞에 있는 《っ》는 《ㄱ》받침글자로 적는다.
②《さ》줄과 《た》줄, 《ぱ》줄의 글자앞에 있는 《っ》는 《ㅅ》받침글자로 적는다.
(4) 울림소리 《ん》은 《ㅇ》과 《ㄴ》받침글자로 적는다.
①모음앞에서와 끝에 있을 때는 《ㅇ》받침글자로 적는다.
②자음앞에 있는 때는 《ㄴ》받침글자로 적는다.

## 기타 일본어의 한글 표기들

### 조선 총독부 보통학교 조선어 독본 편찬의 요지에 따른 가나-한글 대응표
| 가나           | 한글                |
| -------------- | ------------------- |
| ア イ ウ エ オ | 아 이 우 에 오      |
| カ キ ク ケ コ | 가 기 구 게 고      |
| サ シ ス セ ソ | 사 시 스 세 소      |
| タ チ ツ*テ ト | 다 지 쓰 데 도      |
| ナ ニ ヌ ネ ノ | 나 니 누 네 노      |
| ハ ヒ フ ヘ ホ | 하 히 후 헤 호      |
| マ ミ ム メ モ | 마 미 무 메 모      |
| ヤ ユ ヨ       | 야 유 요            |
| ラ リ ル レ ロ | 라 리 루 레 로      |
| ワ ヰ ヱ ヲ    | 와 이 에 오         |
| ガ ギ グ ゲ ゴ | ﾟ가 ﾟ기 ﾟ구 ﾟ게 ﾟ고 |
| ザ ジ ズ ゼ ゾ | ﾟ사 ﾟ시 ﾟ스 ﾟ세 ﾟ소 |
| ダ ヂ ヅ デ ド | ﾟ다 ﾟ지 ﾟ스 ﾟ데 ﾟ도 |
| バ ビ ブ ベ ボ | ﾟ바 ﾟ비 ﾟ부 ﾟ베 ﾟ보 |
| パ ピ プ ペ ポ | 바 비 부 베 보      |
| キャ キュ キョ | 갸 규 교            |
| シャ シュ ショ | 샤 슈 쇼            |
| ギャ ギュ ギョ | ﾟ갸 ﾟ규 ﾟ교         |
| ジャ ジュ ジョ | ﾟ샤 ﾟ슈 ﾟ쇼         |
| キュウ キョウ  | 규우 교오           |
| シュウ ショウ  | 슈우 쇼오           |

### 조선어 학회의 외래어 표기법 통일안
| 가나           | 한글           |
| -------------- | -------------- |
| ア イ ウ エ オ | 아 이 우 에 오 |
| カ キ ク ケ コ | 가 기 구 게 고 |
| サ シ ス セ ソ | 사 시 스 세 소 |
| タ チ ツ*テ ト | 다 지 쓰 데 도 |
| ナ ニ ヌ ネ ノ | 나 니 누 네 노 |
| ハ ヒ フ ヘ ホ | 하 히 후 헤 호 |
| マ ミ ム メ モ | 마 미 무 메 모 |
| ヤ ユ ヨ       | 야 유 요       |
| ラ リ ル レ ロ | 라 리 루 레 로 |
| ワ ヰ ヱ ヲ    | 와 이 에 오    |
| ガ ギ グ ゲ ゴ | 가 기 구 게 고 |
| ザ ジ ズ ゼ ゾ | 자 지 즈 제 조 |
| ダ ヂ ヅ デ ド | 다 지 즈 데 도 |
| バ ビ ブ ベ ボ | 바 비 부 베 보 |
| パ ピ プ ペ ポ | 파 피 푸 페 포 |
| キャ キュ キョ | 갸 규 교       |
| チャ チュ チョ | 쟈 쥬 죠       |
| シュウ ショウ  | 슈우 쇼오      |
| ジュウ ジョウ  | 쥬우 죠오      |
| ン             | ㅇ, ㄴ, ㅁ     |

### 들온말 적는 법
| 가나           | 한글                          |
| -------------- | ----------------------------- |
| ア イ ウ エ オ | 아 이 우 에 오                |
| カ キ ク ケ コ | 가 기 구 게 고                |
| サ シ ス セ ソ | 사 시 스 세 소                |
| タ チ ツ テ ト | 다 지 쯔 데 도                |
| ナ ニ ヌ ネ ノ | 나 니 누 네 노                |
| ハ ヒ フ ヘ ホ | 하 히 후 헤 호                |
| マ ミ ム メ モ | 마 미 무 메 모                |
| ヤ ユ ヨ       | 야 유 요                      |
| ラ リ ル レ ロ | 라 리 루 레 로                |
| ワ ヰ ヱ ヲ    | 와 이 에 오                   |
| ガ ギ グ ゲ ゴ | 까 끼 꾸 께 꼬 가 기 구 게 고 |
| ザ ジ ズ ゼ ゾ | ᅀᅡ ᅀᅵ ᅀᅳ ᅀᅦ ᅀᅩ                |
| ダ ヂ ヅ デ ド | 따 찌 ᅀᅳ 떼 또 다 지 ᅀᅳ 데 도 |
| バ ビ ブ ベ ボ | 바 비 부 베 보                |
| パ ピ プ ペ ポ | 바 비 부 베 보 빠 삐 뿌 뻬 뽀 |
| キャ キュ キョ | 갸 규 교                      |
| シャ シュ ショ | 샤 슈 쇼                      |
| シュウ ショウ  | 슈우 쇼오                     |
| ジュウ ジョウ  | ᅀᅲ우 ᅀᅭ오                     |

カ, タ, パ 행이 사잇소리로 나타나면 '까', '따', '빠'와 같이 된소리로 적는다. 다만 촉음 ッ 아래에서는 예사소리대로 적으며, 촉음은 뒤따르는 소리와 같은 자음으로 적는다.
ン은 끝소리이거나 ア ヤ ワ カ ガ ハ 행 앞일 때에 ㅇ으로, サ ザ タ ダ ナ ラ 행 앞일 때에 ㄴ으로, マ バ パ 행 앞일 때에 ㅁ으로 적는다.
ㅿ을 쓰지 않는 경우에는 ㅅ으로 적을 수 있다.

### 63년 문교부 고시 편수자료 4집의 표기법
| 가나            | 한글            |
| --------------- | --------------- |
| ア イ ウ エ オ  | 아 이 우 에 오  |
| カ キ ク ケ コ  | 카 키 쿠 케 코  |
| サ シ ス セ ソ  | 사 시 스 세 소  |
| タ チ ツ テ ト  | 타 치 쓰 테 토  |
| ナ ニ ヌ ネ ノ  | 나 니 누 네 노  |
| ハ ヒ フ ヘ ホ  | 하 히 후 헤 호  |
| マ ミ ム メ モ  | 마 미 무 메 모  |
| ヤ ユ ヨ        | 야 유 요        |
| ラ リ ル レ ロ  | 라 리 루 레 로  |
| ワ (ヰ) (ヱ) ヲ | 와 (이) (에) 오 |
| ン              | ㄴ (ㅇ, ㅁ)     |
| ガ ギ グ ゲ ゴ  | 가 기 구 게 고  |
| ザ ジ ズ ゼ ゾ  | 자 지 즈 제 조  |
| ダ ヂ ヅ デ ド  | 다 지 즈 데 도  |
| バ ビ ブ ベ ボ  | 바 비 부 베 보  |
| パ ピ プ ペ ポ  | 파 피 푸 페 포  |

## 표기의 비교
외래어 표기법, 외국말적기법, 최영애-김용옥 일본어 표기법 사이의 다른 점은 다음과 같다.
|                                | 외래어 표기법                                                      | 외국말적기법                                                             | 최영애-김용옥 일본어 표기법                                                   |
| ------------------------------ | ------------------------------------------------------------------ | ------------------------------------------------------------------------ | ----------------------------------------------------------------------------- |
| 어두의 か행·た행(つ 제외)      | 예사소리로 표기한다. 예: 고다 구미(こうだ くみ), 지바(ちば)        | 예사소리로 표기한다. 예: 고다 구미(こうだ くみ), 지바(ちば)              | 거센소리로 표기하되, ち는 된소리로 표기한다. 예: 코오다 쿠미, 찌바            |
| 어중·어말의 か행·た행(つ 제외) | 거센소리로 표기한다. 예: 다코야키(たこやき), 모치(もち)            | 된소리로 표기한다. 예: 다꼬야끼, 모찌                                    | 거센소리로 표기하되, ち는 된소리로 표기한다. 예: 코오다 쿠미, 찌바            |
| つ                             | ‘쓰’로 표기한다. 예: 쓰시마(つしま)                                | ‘쯔’로 표기한다. 예: 쯔시마                                              | ‘쯔’로 표기한다. 예: 쯔시마                                                   |
| 촉음(っ)                       | 항상 ㅅ 받침으로 표기한다.                                         | か행 앞에서는 ㄱ 받침으로, さ행·た행·ぱ행 앞에서는 ㅅ 받침으로 표기한다. | 항상 ㅅ 받침으로 표기한다.                                                    |
| 발음(ん)                       | 항상 ㄴ 받침으로 표기한다.                                         | 모음 앞이나 어말에서는 ㅇ 받침으로, 자음 앞에서는 ㄴ 받침으로 표기한다.  | 항상 ㄴ 받침으로 표기한다.                                                    |
| 장음                           | 표기하지 않는다. 예: 고다 구미(こうだ くみ)                        | 표기하지 않는다. 예: 고다 구미(こうだ くみ)                              | 모음을 중복시킨다. 이중 모음은 끝에 발음되는 모음을 중복한다. 예: 코오다 쿠미 |
| じゃ행, ちゃ행                 | 자, 차 등으로 표기한다.                                            | 쟈, 챠 등으로 표기한다.                                                  | 쟈, 챠 등으로 표기한다.                                                       |
| 합성어                         | 전체를 한 덩어리로 취급한다. 예: 北九州(きたきゅうしゅう) 기타큐슈 | 각 구성 단위를 따로따로 표기한 뒤 이어서 쓴다. 예: 기따규슈 (× 기따뀨슈) | 전체를 한 덩어리로 취급한다. 예: 키타큐우슈우                                 |
| 조사 は, へ                    | '하', '헤'로 표기한다.                                             | '하', '헤'로 표기한다.                                                   | '하', '헤'로 표기한다.                                                        |

## 개인·단체의 비공식 표기법
이 외에도 특정 개인이나 단체가 자체적으로 표기법을 만들어 사용하고 있다. 다만 이러한 표기법은 해당 개인이나 단체 외에서는 인정받지 못하며, 외래어 표기법과 같은 지위에 있지 않으므로 외래어 표기법에 따른 표기가 요구되는 공문서 등에서는 사용할 수 없다.
- 최영애-김용옥 일본어 표기법
- 일본어의 한글 표기법 (지식과지혜사)
- 왜말의 한글 표기 (백괴사전)

## 같이 보기
- 최영애-김용옥 일본어 표기법